# Liste der Biografien/Sup
Liste der Biografien |
Portal Biografien |
Personensuche
# |
A |
B |
C |
D |
E |
F |
G |
H |
I |
J |
K |
L |
M |
N |
O |
P |
Q |
R |
S |
T |
U |
V |
W |
X |
Y |
Z |
?
 
Sa |
Sb |
Sc |
Sd |
Se |
Sf |
Sg |
Sh |
Si |
Sj |
Sk |
Sl |
Sm |
Sn |
So |
Sp |
Sq |
Sr |
Ss |
St |
Su |
Sv |
Sw |
Sy |
Sz
 
Sua |
Sub |
Suc |
Sud |
Sue |
Suf |
Sug |
Suh |
Sui |
Suj |
Suk |
Sul |
Sum |
Sun |
Suo |
Sup |
Suq |
Sur |
Sus |
Sut |
Suu |
Suv |
Suw |
Sux |
Suy |
Suz
Die Liste der Biografien führt alle Personen auf, die in der deutschsprachigen Wikipedia einen Artikel haben. Dieses ist eine Teilliste mit 164 Einträgen von Personen, deren Namen mit den Buchstaben „Sup“ beginnt.

## Sup
- Sup, Michal (* 1973), tschechischer Eishockeyspieler

### Supa
- Supa Huamán, Hilaria (* 1957), indigene Frauenrechtlerin Perus
- Supaat, Hamid (* 1944), malaysischer Radrennfahrer
- Supab Muengchan (* 1995), thailändischer Fußballspieler
- Șupac, Inna (* 1984), moldauische Politikerin
- Supachai Chaided (* 1998), thailändischer Fußballspieler
- Supachai Panitchpakdi (* 1946), thailändischer Ökonom und Politiker; Generaldirektor der WTO, Generalsekretär der UNCTAD
- Supachat Apichatayanon (* 1988), thailändischer Fußballspieler
- Supachok Sarachat (* 1998), thailändischer Fußballspieler
- Supajirakul, Puttita (* 1996), thailändische Badmintonspielerin
- Supakit Jinajai (* 1979), thailändischer Fußballspieler
- Supakit Niamkong (* 1988), thailändischer Fußballspieler

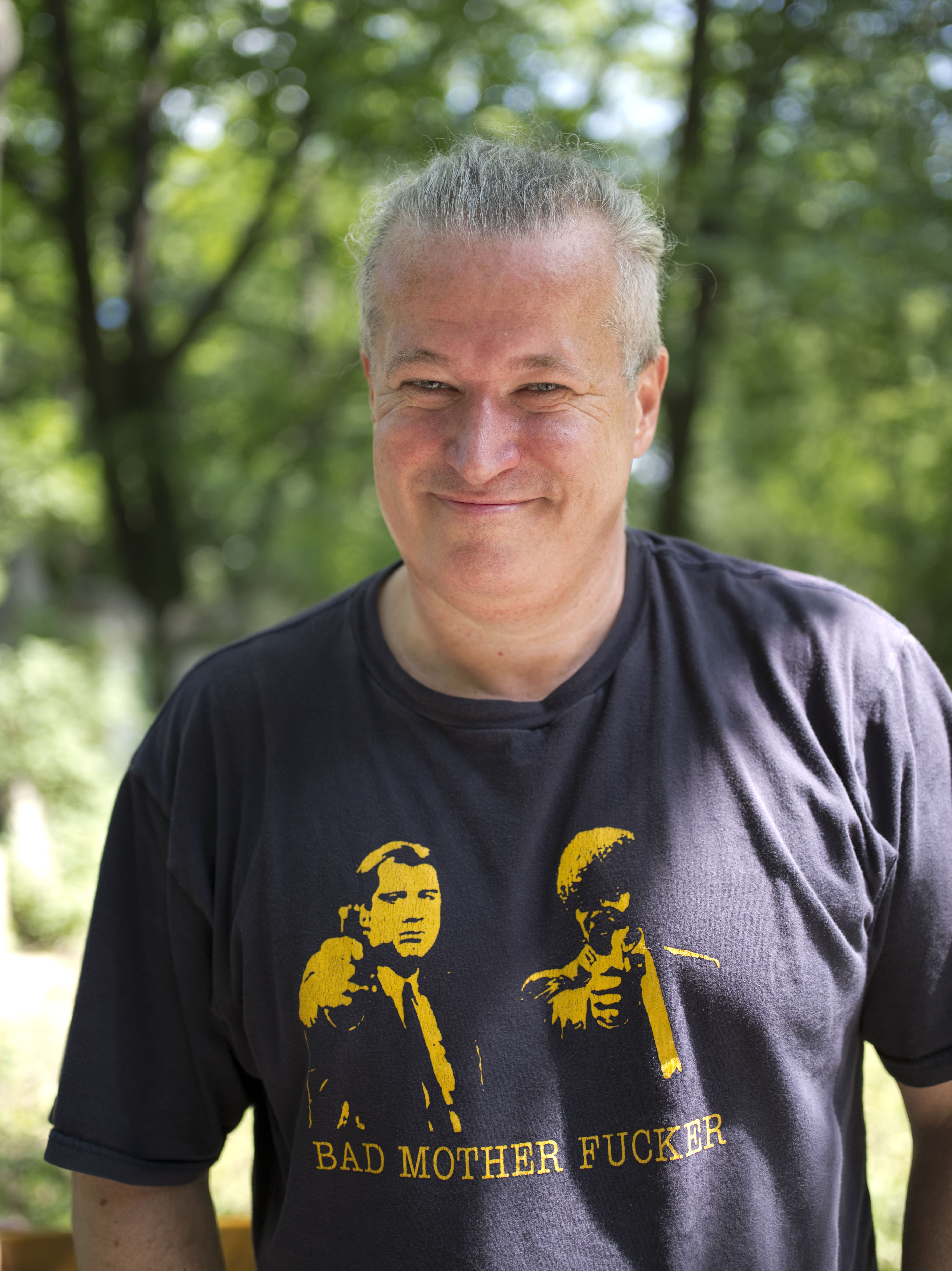
Mike Supancic (* 1967)

- Supakit Prateng (* 1999), thailändischer Fußballspieler
- Supakorn Cheekwang (* 2001), thailändischer Fußballspieler
- Supakorn Poolphol (* 2008), thailändischer Fußballspieler
- Supalla, Samuel James (* 1957), US-amerikanischer Gebärdensprachkünstler, Filmemacher und Linguist
- Supalla, Ted (* 1953), US-amerikanischer Linguist und Professor
- Supaman, US-amerikanischer Hip-Hop Sänger, Indianeraktivist und Powwow Tänzer
- Supan, Alexander (1847–1920), österreichischer Geograph
- Supan, Ernst (1884–1966), deutscher Architekt und Stadtplaner
- Supancic, Mike (* 1967), österreichischer KabarettistMike Supancic (* 1967)
- Supanut Suadsong (* 1999), thailändischer Fußballspieler
- Supaphorn Prompinit (* 1989), thailändischer Fußballspieler
- Supapitch Kuearum (* 2002), thailändische Tennisspielerin
- Suparak Kamsiang (* 1996), thailändischer Fußballspieler
- Suparno, Taufik (* 1995), singapurischer Fußballspieler
- Supasak Sarapee (* 2000), thailändischer Fußballspieler
- Supasan Arjrod (* 2003), thailändischer Fußballspieler
- Supawat Yokakul (* 2000), thailändischer Fußballspieler
- Supawit Romphopak (* 1996), thailändischer Fußballspieler
- Supayalat (1859–1925), letzte Königin der Konbaung-Dynastie in Birma
- Supazin Hnupichai (* 1997), thailändischer Fußballspieler

### Supc
- Šupčík, Bedřich (1898–1957), tschechoslowakischer Geräteturner

### Supe
- Supek, Branko (1945–2003), jugoslawischer bzw. kroatischer Schauspieler
- Supek, Rudi (1913–1993), jugoslawischer Soziologe
- Supelli, Karlina Leksono (* 1958), indonesische Philosophin, Astronomin und Hochschullehrerin
- Super Cat (* 1963), jamaikanischer Dancehall-Musiker
- Super Marco May (* 1976), italienischer Hardstyle-DJ und -Produzent
- Süper, Hans junior (1936–2022), deutscher Musiker und KomikerHans Süper junior (1936–2022)

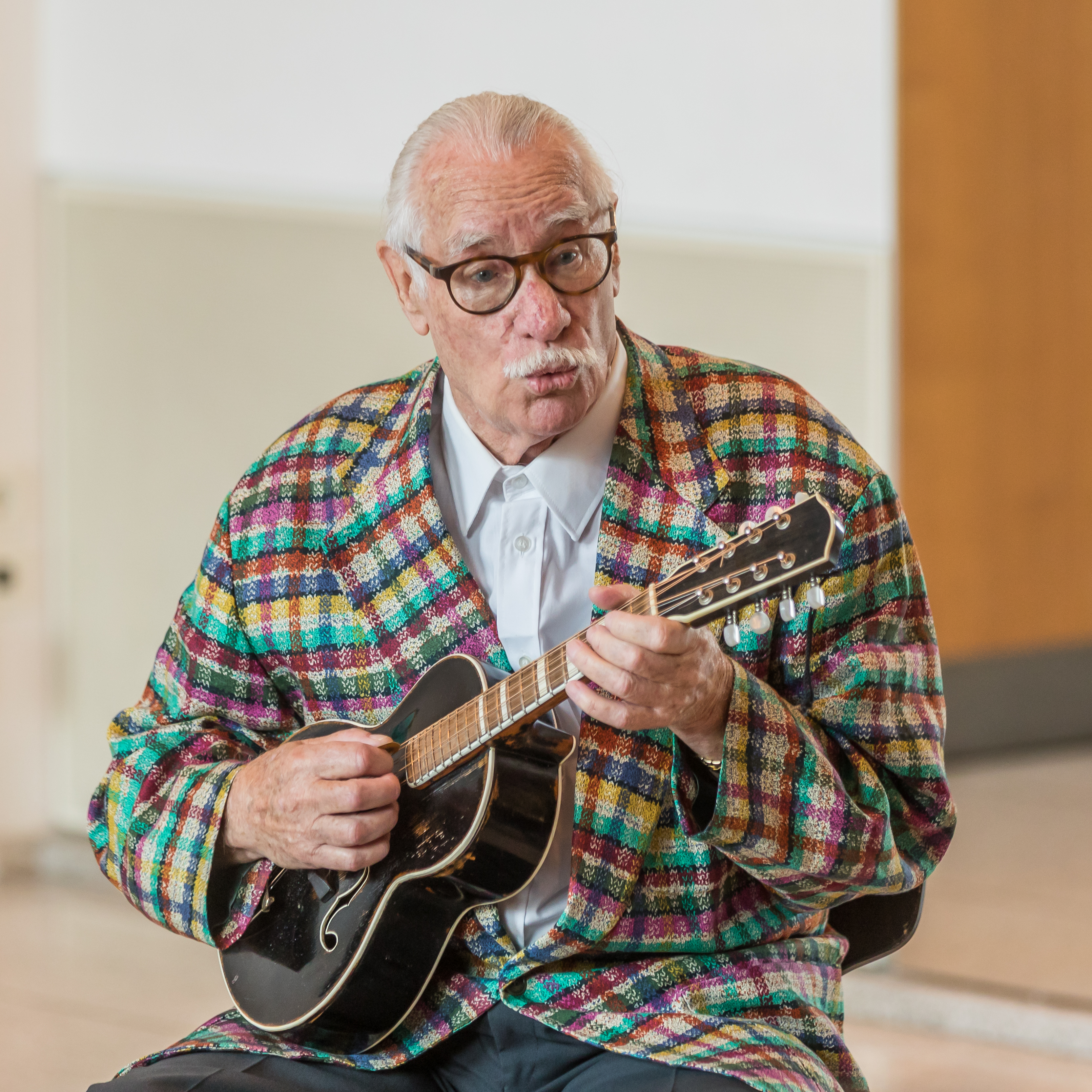
Hans Süper junior (1936–2022)

- Süper, Hans senior (1907–1970), deutscher Musiker
- Super, Silke (* 1968), deutsche Radio- und Fernsehmoderatorin
- Supera, Cornelia, vermutlich die Ehefrau von Kaiser Aemilianus
- Superanskaja, Alexandra Wassiljewna (1929–2013), sowjetische und russische Sprachwissenschaftlerin
- Superblue (* 1956), trinidadischer Calypso- und Soca-Musiker
- Superbo, Agostino (* 1940), italienischer Geistlicher, katholischer Bischof
- Superchi, Franco (* 1944), italienischer Fußballtorhüter
- Superchio, Giulio († 1585), katholischer Bischof
- Superlak, Michał (* 1993), polnischer Volleyballspieler
- Supernaw, Doug (1960–2020), US-amerikanischer Country-Sänger
- Superpitcher (* 1973), deutscher DJ und Produzent von elektronischer Musik
- Supersaxo, Alfons (1926–2005), Schweizer Skisportler
- Supersaxo, Ambros (1853–1932), Schweizer Bergführer
- Supersaxo, Georg († 1529), Landeshauptmann des Wallis
- Supersberg, Anton (1847–1921), österreichischer Land- und Gastwirt und Politiker, Landtagsabgeordneter
- Supersperg, Anton (1883–1970), österreichischer Politiker (WdU), Mitglied des Bundesrates
- Superti-Furga, Giulio (* 1962), italienischer Molekular- und Systembiologe
- Supervía, Conchita (1895–1936), spanische Opernsängerin (Mezzosopran)
- Supervielle, Jules (1884–1960), französisch-uruguayischer Schriftsteller
- Superville, Daniel de (1657–1728), französischer reformierter Theologe und Autor
- Superville, Daniel de (1696–1773), niederländischer Mediziner

### Supf
- Supf, Ernst (1895–1970), deutscher Unternehmer und Politiker (FDP), MdB
- Supf, Karl (1855–1915), deutscher Unternehmer
- Supf, Peter (1886–1961), deutscher Schriftsteller und Flieger
- Supf, Wilhelm Carl Ludwig Supf (1803–1882), Politiker Freie Stadt Frankfurt
- Süpfle, Karl (1880–1942), deutscher Hygieniker

### Suph
- Suphachai Manchit (* 1990), thailändischer Fußballspieler
- Suphachai Phuthong (* 2000), thailändischer Fußballspieler
- Suphakan Chansimai (* 2003), thailändischer Fußballspieler
- Suphakorn Ramkulabsuk (* 1989), thailändischer Fußballspieler
- Suphakorn Sangtham (* 2004), thailändischer Fußballspieler
- Suphan Thongsong (* 1994), thailändischer Fußballspieler
- Suphan, Bernhard Ludwig (1845–1911), deutscher Literaturwissenschaftler
- Suphanan Bureerat (* 1993), thailändischer Fußballspieler
- Suphaphon Sutthisak (* 2001), thailändischer Fußballspieler
- Suphawit Chusaksakulwiboon (* 1994), thailändischer Fußballspieler
- Süphke, Axel (* 1967), deutscher Bildhauer
- Suphot Wonghoi (* 1987), thailändischer Fußballspieler

### Supi
- Supilo, Frano (1870–1917), kroatischer Politiker und Journalist in Österreich-Ungarn
- Supino, Franco (* 1965), Schweizer Schriftsteller
- Supino, Igino Benvenuto (1858–1940), italienischer Maler und Kunsthistoriker
- Supino, Pietro (* 1965), Schweizer Jurist und Verleger
- Supiot, Alain (* 1949), französischer Rechtswissenschaftler
- Supis, Thomas (* 1992), deutscher Eishockeyspieler

### Supl
- Supla (* 1966), brasilianischer Sänger, Schauspieler und Moderator des brasilianischen Fernsehens
- Suplee, Ethan (* 1976), US-amerikanischer SchauspielerEthan Suplee (* 1976)

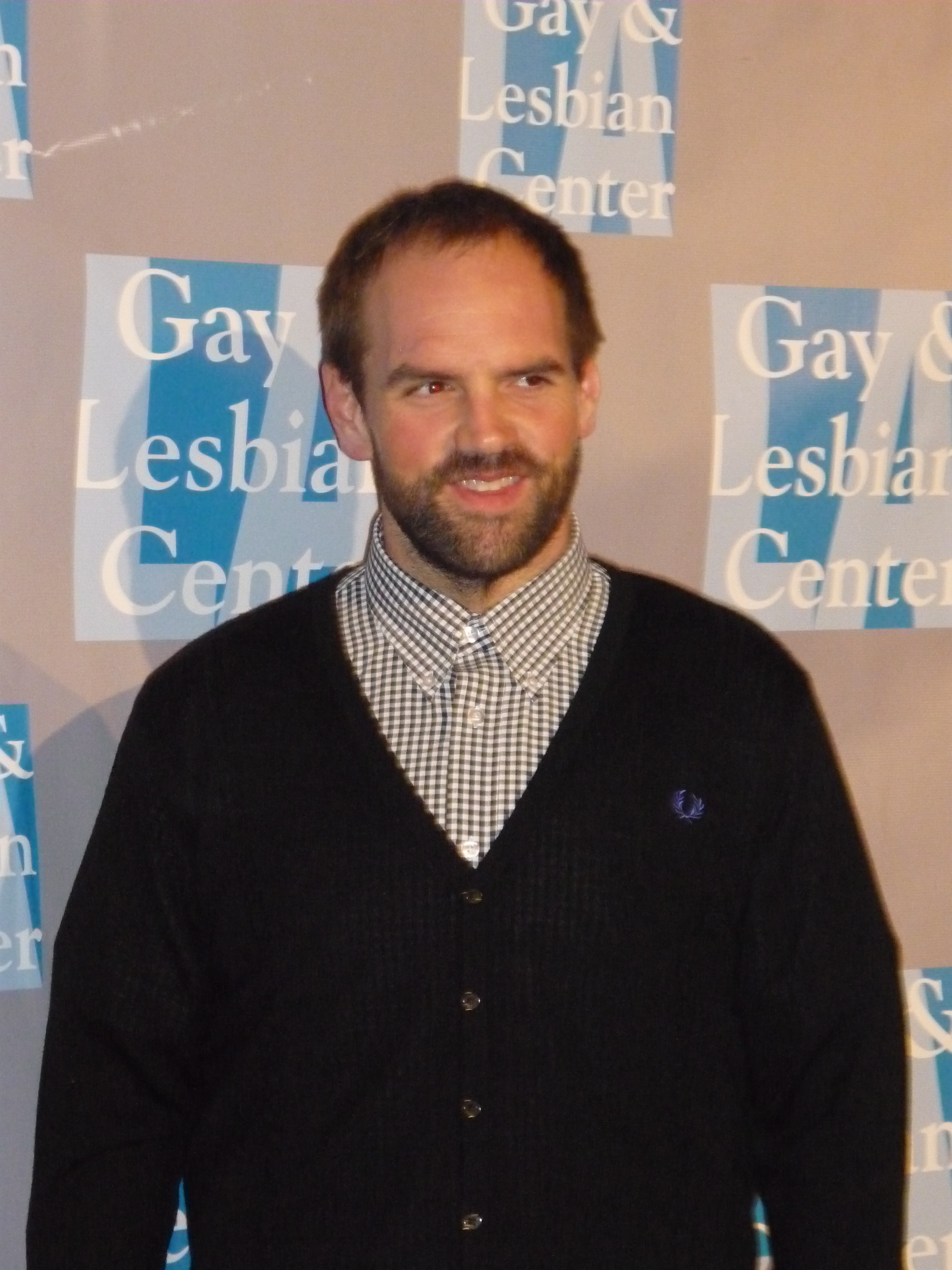
Ethan Suplee (* 1976)

- Šupler, Július (* 1950), slowakischer Eishockeyspieler und -trainer
- Suplicy, Marta (* 1945), brasilianische Politikerin
- Suplie, Bert, deutscher Rock-’n’-Roll- und Schlagersänger
- Suplie, Frank (1956–2002), deutscher Journalist
- Šuplinska, Ilga (* 1970), lettische Politikerin

### Supm
- Supma, Chayapol (* 1998), thailändischer Fußballspieler

### Supo
- Supoat Lertpalapong (* 1990), thailändischer Fußballspieler
- Suporn Peenagatapho (* 1995), thailändischer Fußballspieler
- Supot Jodjam (* 1990), thailändischer Fußballspieler

### Supp
- Supp, Barbara (* 1958), deutsche Journalistin
- Supp, Eckhard (* 1950), deutscher Journalist und Publizist
- Suppa, Andrea (1628–1671), italienischer Maler und Architekt des Barock auf Sizilien
- Suppa, Hannah (* 1983), deutsche Journalistin
- Suppan, Armin (* 1959), österreichischer Blasmusiker und Komponist
- Suppan, Arnold (* 1945), österreichischer Historiker
- Suppan, Fritz (* 1930), österreichischer Schauspieler
- Suppan, Gernot (* 1985), österreichischer Fußballspieler
- Suppan, Joachim (1794–1864), österreichischer Hochschullehrer, Benediktiner und Abt
- Suppan, Johann Franz (1860–1910), österreichischer Politiker, Landtagsabgeordneter
- Suppan, Josef (1828–1902), österreichischer Jurist und Politiker
- Suppan, Maximilian (* 2002), österreichischer Fußballspieler
- Suppan, Michael († 1584), deutscher Universitätsrektor
- Suppan, Walter (1927–2011), österreichischer Gewerkschafter und Politiker (ÖVP), Abgeordneter zum Nationalrat
- Suppan, Werner (* 1963), österreichischer Jurist, Ersatzmitglied des VfGH
- Suppan, Wolfgang (1933–2015), österreichischer Komponist und Musikwissenschaftler
- Suppan, Wolfgang (* 1966), österreichischer Komponist
- Suppanschitz, Jürgen (* 1986), österreichischer Handballtorwart
- Suppantschitsch, Maximilian (1865–1953), österreichischer Maler
- Suppantschitsch, Victor (1838–1919), österreichischer Jurist und Philatelist
- Suppasek Kaikaew (* 1986), thailändischer Fußballspieler
- Suppasit Jongcheveevat (* 1991), thailändischer Schauspieler und Sänger
- Suppawat Srinothai (* 1988), thailändischer Fußballspieler
- Suppe, Elfriede (1908–1996), deutsche Bürstenmacherin
- Suppè, Franz von (1819–1895), österreichischer KomponistFranz von Suppè (1819–1895)

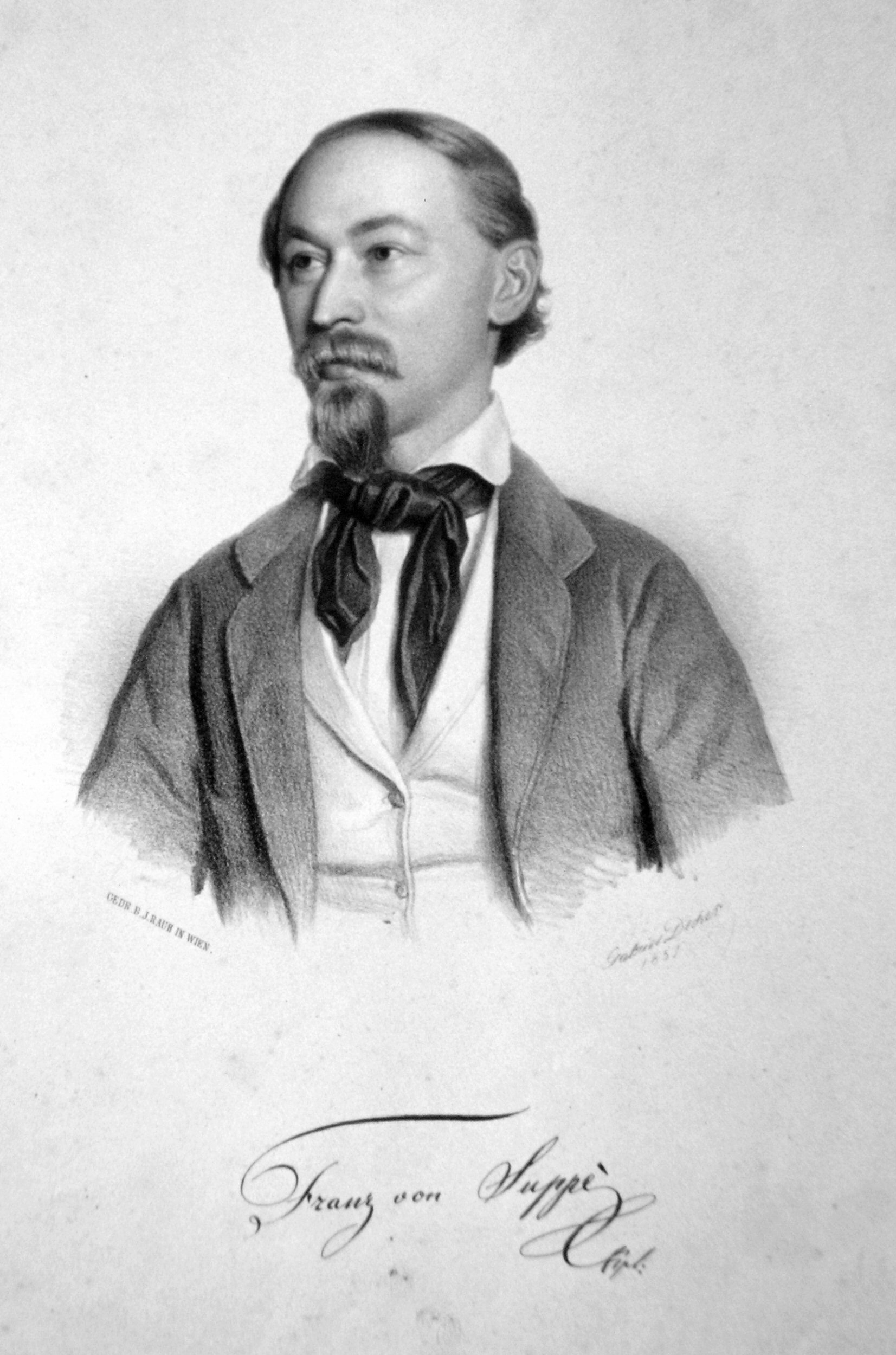
Franz von Suppè (1819–1895)

- Suppe, Frederick (* 1940), US-amerikanischer Wissenschaftstheoretiker
- Suppe, Hannelore (* 1943), deutsche Leichtathletin
- Suppè, Sofie von (1841–1926), deutsche bzw. österreichische Museumsgründerin und Mäzenin
- Supper, Auguste (1867–1951), deutsche Schriftstellerin
- Supper, Franz (* 1957), österreichischer Opernsänger der Stimmlage Tenor
- Supper, Gustav von (1846–1919), deutscher Verwaltungsbeamter
- Supper, Martin (* 1947), deutscher Komponist und Hochschullehrer
- Supper, Thaddäus (1712–1771), mährischer Barockmaler und Freskant
- Supper, Walter (1887–1943), deutscher Drehbuchautor
- Supper, Walter (1908–1984), deutscher Architekt und Orgelsachverständiger
- Supper, Wolfgang (* 1953), deutscher Bildhauer
- Suppes, Adolph (1880–1918), deutscher Architekt
- Suppes, David (* 1988), deutscher Kunst- und AntiquitätenhändlerDavid Suppes (* 1988)

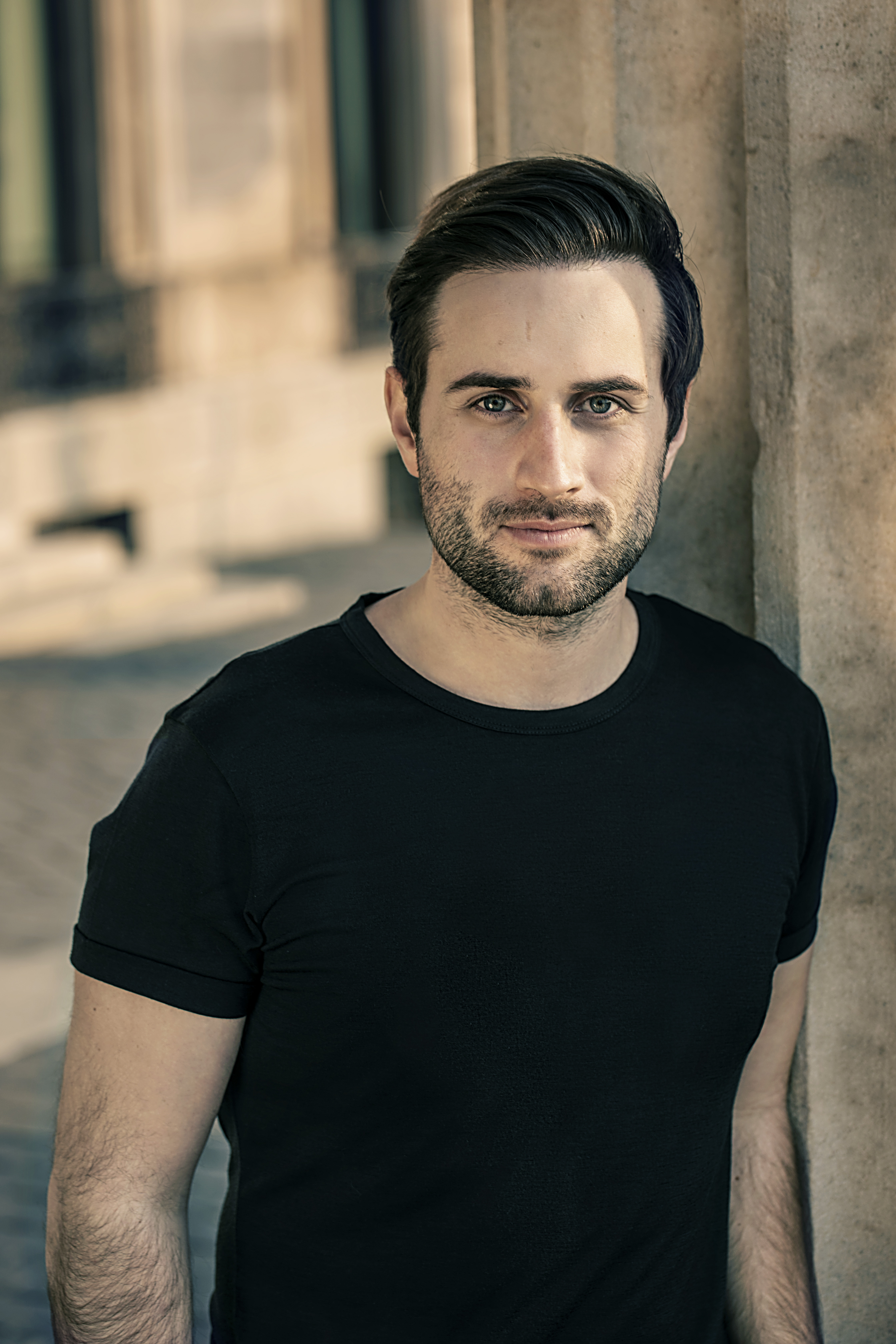
David Suppes (* 1988)

- Suppes, Otto (1836–1911), deutscher Reichsgerichtsrat
- Suppes, Patrick (1922–2014), US-amerikanischer Wissenschaftstheoretiker
- Suppici, Alberto (1898–1981), uruguayischer Fußballspieler und -trainer
- Suppiluliuma, König von Kummuḫ
- Suppiluliuma, König von Pattin
- Šuppiluliuma I., hethitischer Großkönig
- Šuppiluliuma II., hethitischer Herrscher
- Suppin, Lucas (1911–1998), österreichischer Maler der „école de Paris“
- Supplieth, Marianne (1930–1989), deutsche Dokumentarfilm-Regisseurin

### Supr
- Supranowitz, Stephan (1933–1997), deutscher Politiker (SED)
- Supravee Miprathang (* 1996), thailändischer Fußballspieler
- Supreme, Castro (* 1976), US-amerikanischer Pornodarsteller und Model
- Supreme, Vermin (* 1961), US-amerikanischer Performance-Künstler, Anarchist und Aktivist
- Supreme.ja (* 1973), deutscher Musiker im Bereich der elektronischen Musik
- Supriani, Francesco Paolo (1678–1753), italienischer Cellist und Komponist
- Suprianto, Bambang (* 1969), indonesischer Badmintonspieler
- Suprianto, Joko (* 1966), indonesischer Badmintonspieler
- Suprikjan, Schak (1937–2011), sowjetischer Fußballspieler
- Supritz, Hans (* 1939), deutscher Bundesvorsitzender der Landsmannschaft der Donauschwaben, Vertriebenenfunktionär
- Supriyanto, Eko (* 1970), indonesischer Tänzer und Choreograph
- Suprjaha, Wladyslaw (* 2000), ukrainischer Fußballspieler
- Supron, Andrzej (* 1952), polnischer Ringer
- Suprun, Gabriel (* 2002), österreichischer Fußballspieler
- Suprun, Inna (* 1983), ukrainische Biathletin
- Suprun, Ljudmyla (* 1965), ukrainische Politikerin
- Suprun, Marina Pawlowna (* 1962), sowjetische Ruderin
- Suprun, Michail Nikolajewitsch (* 1955), russischer Historiker
- Suprun, Oxana Alexandrowna (1924–1990), sowjetische Bildhauerin
- Suprun, Stepan Pawlowitsch (1907–1941), sowjetischer Pilot
- Suprun, Wolodymyr (* 1994), ukrainischer Sprinter

### Supu
- Supusepa, Christian (* 1989), niederländischer Fußballspieler
- Šuput, Predrag (* 1977), serbischer Basketballspieler